# Eniwa
Eniwa (恵庭市, Eniwa-shi) est une ville située dans la sous-préfecture d'Ishikari, à Hokkaidō au Japon.

## Géographie

### Situation
Eniwa est située dans la plaine d'Ishikari, dans l'ouest de l'île de Hokkaidō. Elle se trouve à environ 25 km du centre-ville de Sapporo.

### Municipalités limitrophes
| Sapporo | Kitahiroshima | Naganuma |
| Sapporo | Eniwa         | Chitose  |
| Chitose | Chitose       | Chitose  |

### Démographie
En décembre 2020, la population de la ville d'Eniwa était de 70 132 habitants pour une superficie de 294,65 km2.

### Climat
| Mois                                             | jan.       | fév.       | mars       | avril      | mai       | juin      | jui.    | août      | sep.      | oct.      | nov.       | déc.      | année      |
| ------------------------------------------------ | ---------- | ---------- | ---------- | ---------- | --------- | --------- | ------- | --------- | --------- | --------- | ---------- | --------- | ---------- |
| Température minimale moyenne (°C)                | −12,8      | −12,5      | −6,5       | 0,1        | 5,9       | 11,1      | 15,7    | 16,9      | 11,8      | 4,4       | −1,6       | −9,2      | 2          |
| Température moyenne (°C)                         | −6,2       | −5,5       | −0,9       | 5,4        | 11,1      | 15,2      | 19,1    | 20,6      | 16,8      | 10,2      | 3,4        | −3,5      | 7,2        |
| Température maximale moyenne (°C)                | −1,5       | −0,6       | 3,4        | 10,7       | 16,7      | 20,2      | 23,7    | 25,1      | 21,9      | 15,7      | 8,1        | 1         | 12         |
| Record de froid (°C) date du record              | −26,8 1990 | −26,9 1996 | −21,1 2005 | −12,6 1984 | −2,5 1993 | 0,7 1981  | 7 1988  | 6 1979    | 0,2 1980  | −4,6 2006 | −15,1 1984 | −22 2002  | −26,9 1996 |
| Record de chaleur (°C) date du record            | 7,6 1983   | 7,6 2009   | 14,8 2021  | 25,7 2014  | 31,4 2019 | 31,1 2014 | 34 2019 | 34,3 1999 | 31,8 2010 | 25,2 2021 | 20,5 2003  | 14,5 1989 | 34,3 1999  |
| Ensoleillement (h)                               | 102,7      | 109,1      | 151        | 171,3      | 179,4     | 151,8     | 135,2   | 143,5     | 156,6     | 148,6     | 111,5      | 96,4      | 1 657,2    |
| Précipitations (mm)                              | 53,1       | 52,7       | 53,5       | 56,9       | 82,4      | 85,5      | 107     | 153,8     | 152,1     | 109,1     | 87,9       | 67,4      | 1 061,3    |
| dont neige (cm)                                  | 155        | 140        | 96         | 8          | 0         | 0         | 0       | 0         | 0         | 1         | 19         | 116       | 534        |
| Nombre de jours avec précipitations              | 12,9       | 11,9       | 12,1       | 9,9        | 10,4      | 8,6       | 10,3    | 11,2      | 11,5      | 12,1      | 12,8       | 12        | 135,6      |
| dont nombre de jours avec précipitations ≥ 10 mm | 1,1        | 1,2        | 0,9        | 1,7        | 2,8       | 2,3       | 3,6     | 4,4       | 4,3       | 3,4       | 2,9        | 1,9       | 30,6       |
| Nombre de jours avec neige                       | 18,4       | 16,1       | 11,8       | 1          | 0         | 0         | 0       | 0         | 0         | 0         | 2,1        | 13,1      | 62,6       |

| Diagramme climatique                                  |               |             |             |             |              |             |               |               |              |             |           |
| J                                                     | F             | M           | A           | M           | J            | J           | A             | S             | O            | N           | D         |
| −1,5−12,853,1                                         | −0,6−12,552,7 | 3,4−6,553,5 | 10,70,156,9 | 16,75,982,4 | 20,211,185,5 | 23,715,7107 | 25,116,9153,8 | 21,911,8152,1 | 15,74,4109,1 | 8,1−1,687,9 | 1−9,267,4 |
| Moyennes : • Temp. maxi et mini °C • Précipitation mm |               |             |             |             |              |             |               |               |              |             |           |

### Hydrographie
La ville est bordée par la rivière Chitose à l'est.

## Histoire
Le village d'Eniwa a été créé en 1906. Il obtient le statut de bourg en 1951, puis de ville en 1970.

## Économie
Eniwa possède une grande brasserie, Sapporo Breweries.

## Transports
Eniwa est desservie par la ligne Chitose de la JR Hokkaido.

## Jumelage
Eniwa est jumelée avec Timaru en Nouvelle-Zélande.